# Blasius Amon
Anton Blasius Amon (* um 1558 in Hall (Tirol); † Anfang Juni 1590 in Wien) war ein österreichischer Sänger, Komponist und Franziskaner.
Um 1568 kam Blasius Amon als Sängerknabe an die  Hofkapelle von Erzherzog Ferdinand II.  in Innsbruck. Er erhielt unter den Kapellmeistern Wilhelm  Bruneau (tätig  von 1564 bis 1584) und Alexander Utendal (tätig von 1564 bis 1581) eine gründliche musikalische Ausbildung, die er  auf Studienreisen vervollkommnete. Vor allem sein Aufenthalt in Venedig von 1574 bis 1577 hat dabei in seinem Schaffen Spuren hinterlassen. Er brachte nicht nur die dort üblichen Modulationen, sondern auch die venezianische Doppelchörigkeit in seine Heimat mit.
Im Jahre 1582 gab er in Wien sein erstes musikalisches Werk Liber sacratissimarum cantionum selectissimus heraus. 1590 erschienen in München Sacrae Cantiones.
Blasius Amon war nachweislich für verschiedene Stifte (Zwettl, Lilienfeld, Heiligenkreuz und Neustift bei Brixen) tätig. Er schuf vorwiegend geistliche Vokalwerke, darunter mehrstimmige Motetten und Messen.
Im Frühjahr 1587 trat er in Wien in den Franziskanerorden ein und erhielt vor seinem frühen Tod noch die Priesterweihe.

## Werke
- Introitus dominicales per totum annum, secundum ritum ecclesiae catholicae, suavitate et brevitate quatuor vocibus exculti, tam utiles quam necessarii. Wien 1601 (Online-Version der Bayerischen Staatsbibliothek).